# Soláň
Soláň (nadmořská výška 861 metrů) je vrch v Hostýnsko-vsetínské hornatině asi 10 kilometrů jihovýchodně od Rožnova pod Radhoštěm a 4 kilometry severozápadně od Velkých Karlovic. Jméno vrcholu patří do skupiny místních jmen rozšířených v Karpatech od východní Moravy po západní Ukrajinu označujících místa, kde se ovcím sypala sůl.
Soláni se také někdy přezdívá „vrch umělců“. V hospodě Čarták, dnes horském hotelu, pod vrcholem se scházeli již ve 20. letech 20. století významní malíři, spisovatelé a hudební skladatelé – Jiří Mahen, Jan Drda, František Podešva, Jan Kobzáň, Alois Schneiderka, Karel Hofman a další, později v 50. a 60. letech třeba Aljo Beran. V okolí bylo natáčeno několik filmů: Portáš, Děvče z Beskyd, Zítra se bude tančit všude, Advent. Z vrcholu, na kterém byla v listopadu roku 2006 vystavěna zvonička, kterou navrhl doc. Ing. arch. Jiří Kotásek, CSc., se otevírá daleký rozhled. V domě vybudovaném pod vrcholem Soláně v roce 1941 pro Aloise Schneiderku a v letech 1960-1998 obývaném malířem Karlem Hofmanem se dnes nachází Valašský atelier u Hofmanů s výhledem na jižní panorama, s trojicí galerií (expozice s obrazy malíře Karla Hofmana, expozice s keramikou jeho dcery Marcely Vajceové-Hofmanové a obrazy vnuka Ondřeje Vajceho a galerie věnovaná "čtyřem mistrům ze Soláně"), zahradou, penzionem. Na severním svahu je několik lyžařských vleků. Horskému sedlu Čarták, kudy vede silnice od obce Hutisko-Solanec do Velkých Karlovic se přezdívá "Moravský Semmering".
Nachází se zde i tři galerie - Ateliér u Hofmanů se stálou expozicí malíře Karla Hofmana, galerie s expozicí keramičky Marcely Vajceové-Hofmanové a obrazů Ondřeje Vajceho. 

## Galerie

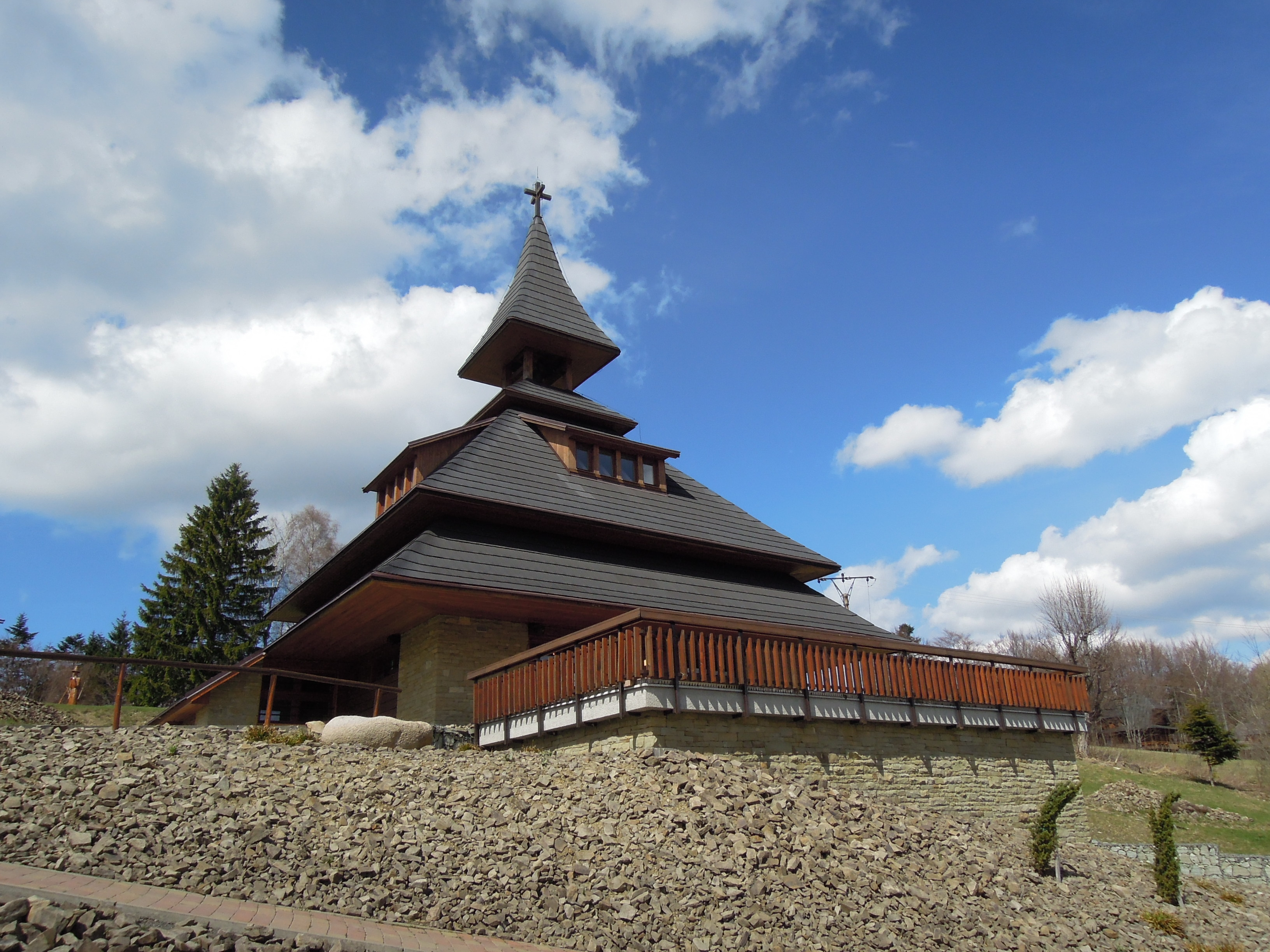
Zvonička na Soláni
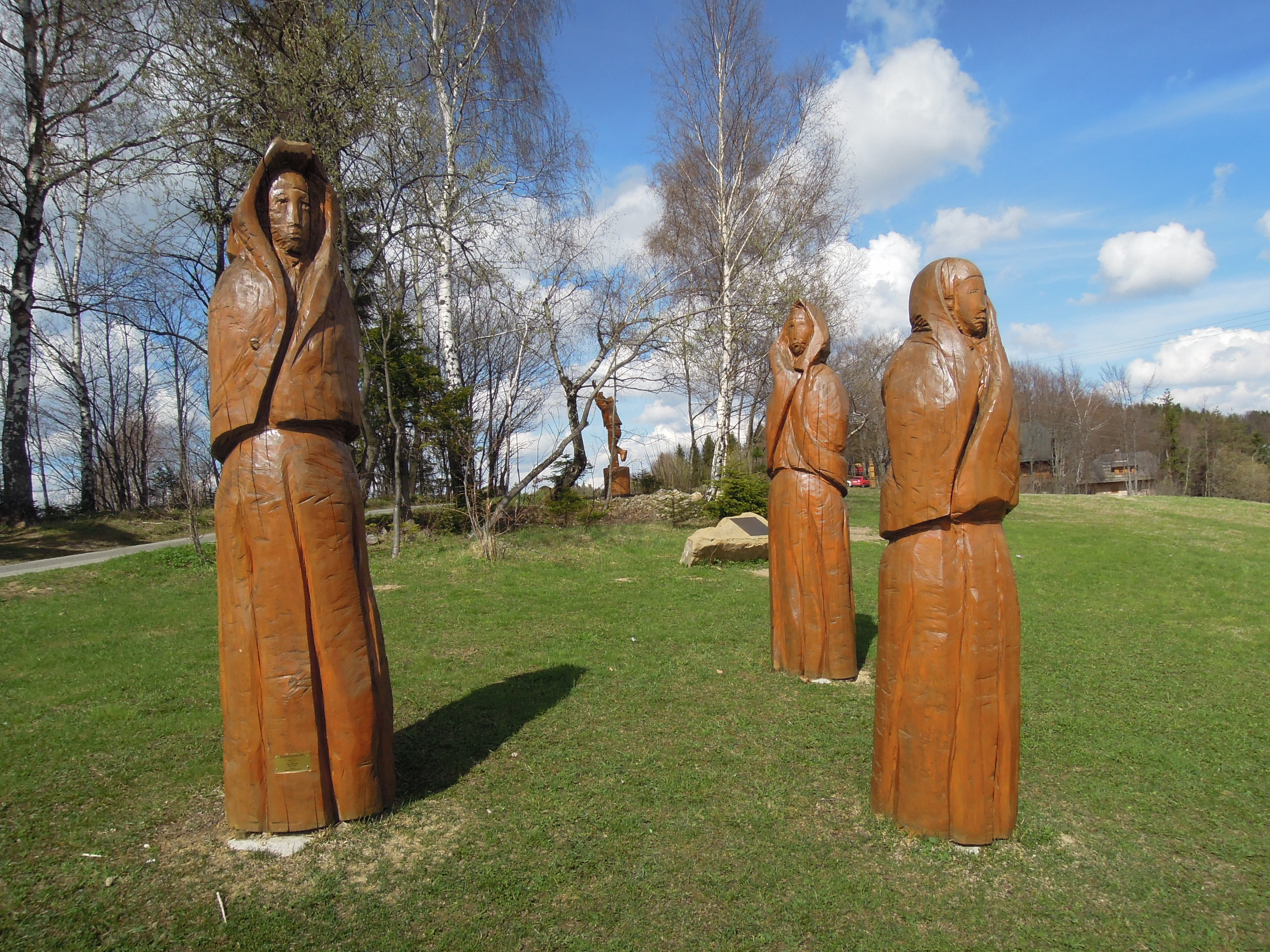
Dřevěné plastiky
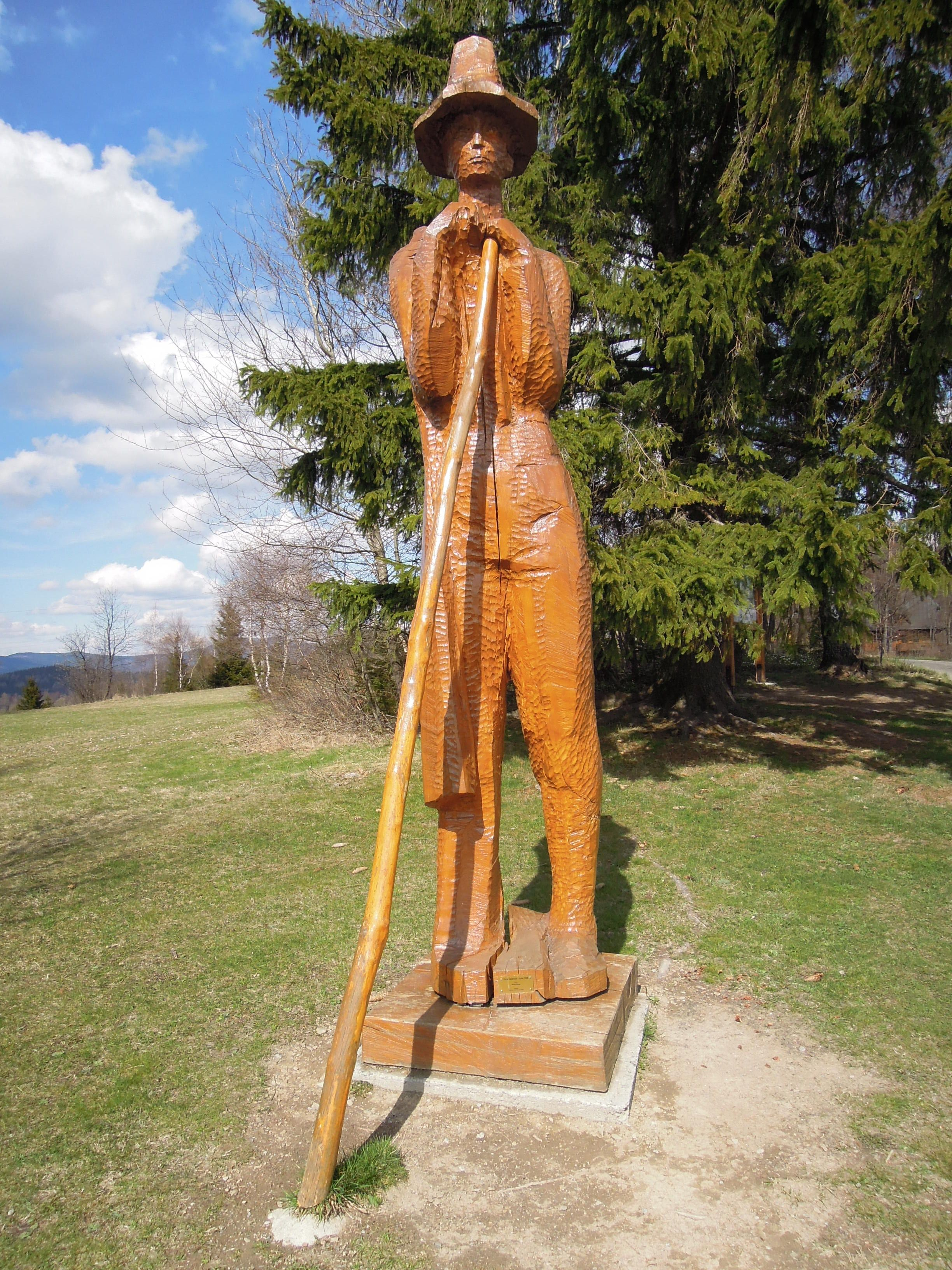
Dřevěná plastika Valacha